# 2013年太平洋颱風季
| 太平洋颱風季             |
| 主題頁 - 專題 - 編輯指南 |

2013年太平洋颱風季泛指在2013年全年內的任何時間，於赤道以北及國際換日線以西的太平洋水域，以及南中國海所產生的熱帶氣旋。雖然有關方面並沒有設下本颱風季的指定期限，但大部份於西北太平洋的熱帶氣旋通常都會於五月至十二月期間形成。
本條目的範圍僅侷限於赤道以北及國際換日線以西的太平洋及南海的水域。於赤道以北及國際換日線以東的太平洋水域產生的風暴則被稱為颶風，並被列入2013年太平洋颶風季。在西北太平洋產生的熱帶風暴是由日本氣象廳命名，國際編號為13xx，而美國聯合颱風警報中心會把在該地區的熱帶低氣壓的編號以W字母作結。
凡進入或產生於菲律賓風暴責任範圍以內的熱帶低氣壓，菲律賓大氣地理天文部門（英語：PAGASA）都會為它們訂立一個菲律賓名稱，作當地警報用途；此外，由於中港澳採用同一翻譯名，而台灣之翻譯名字可能有所不同，因此同一個風暴可能會有2個不同的中文名字，及有時候會有兩個不同的英文名稱（國際名字及菲律賓名字）。
以下各熱帶氣旋資訊以熱帶氣旋存在期間的最強形態為準。

## 颱風季預測

### 香港
香港天文台台長岑智明於3月18日表示，本年預計有4至7個熱帶氣旋進入香港500公里範圍內。另外，現時發出3號及8號熱帶氣旋警告信號參考測風站之一的濕地公園將會被流浮山測風站取代。

### 中国大陆
根据中国大陸国家海洋环境预报中心2013年度海洋灾害预测会商意见，预计2013年西北太平洋和南海海域将有24至27个热带气旋生成，比常年略偏多。其中预计有7至9个在沿海登陆，接近常年。登陆岸段主要在华东至华南沿海，影响东海的热带气旋数较常年偏多1至2个，其中有2至3个热带气旋北上影响北部海区。

### 澳門
澳門地球物理暨氣象局副局長梁嘉靜於4月10日表示，預料今年影響澳門的熱帶氣旋有4至6個，其中1至2個可能懸掛八號風球，熱帶氣旋會在6月下旬至9月下旬之間出現。

### 臺灣
中央氣象局表示，今年海溫偏正常，夏天會比往年熱，因此颱風生成數較多。不過由於太平洋高壓偏弱影響，颱風侵台的個數將較少，預計為兩到四個，較有可能從台灣東邊掃過或是南邊經過，但帶來的西南氣流不得不防。

## 已被國際命名的熱帶氣旋

### 強烈熱帶風暴清松 (Sonamu)
PAGASA: Auring
2012年12月31日，一個低壓區在雅蒲島東南部海面上生成。美國海軍研究實驗室給予擾動編號92W。
2013年1月1日上午8時，日本氣象廳將其升格為熱帶低氣壓。
1月2日下午9時，联合台风警报中心對其在24小時內形成為熱帶氣旋的機會給予「MEDUIM」的評級。下午9時25分，日本氣象廳发布海上強风警报。
1月3日上午5時30分，聯合颱風警報中心發布熱帶氣旋形成警報，而美國海軍研究實驗室亦重新給予擾動編號93W。下午8時，聯合颱風警報中心將其升格為熱帶低氣壓，並給予編號01W。下午8時45分，日本氣象廳將其升格為熱帶風暴，並命名為“清松”。
1月4日上午11時，聯合颱風警報中心將其升格為熱帶風暴。
1月5日上午8時45分，日本氣象廳將其升格為強烈熱帶風暴。
1月6日下午2時50分，日本氣象廳將其降格為熱帶風暴。
1月8日上午8時45分，日本氣象廳將其降格為熱帶低氣壓。
1月9日上午5時，聯合颱風警報中心將其降格為熱帶低氣壓，並發出最後的警報。
清松是自1979年以來在西北太平洋上最早被命名的熱帶氣旋。

### 熱帶風暴珊珊 (Shanshan)
PAGASA: Crising
2013年2月12日，一個熱帶擾動在帕勞東南海面上生成。同日，美國海軍研究實驗室給予擾動編號98W。
2月16日，日本氣象廳將其升格為低壓區。
2月17日下午2時，聯合颱風警報中心對其在24小時內形成為熱帶氣旋的機會給予「LOW」的評級。
2月18日下午2時，聯合颱風警報中心將發展機率升級為「MEDIUM」。同時，日本氣象廳將其升格為熱帶低氣壓。
2月19日上午1時，聯合颱風警報中心發佈熱帶氣旋形成警報。上午9時，聯合颱風警報中心將其升格為熱帶低氣壓，並給予編號02W。
2月20日上午10時，日本氣象廳對其發佈海上強風警報。
2月21日上午9時10分，日本氣象廳取消海上強風警報。下午2時，日本氣象廳發出海上強風警報。下午5時，聯合颱風警報中心發出最後的警報。
2月22日上午9時，日本氣象廳將其升格為熱帶風暴，並命名為“珊珊”，同時也是首個2月在南海命名的颱風。
2月23日下午2時45分，日本氣象廳將其降格為熱帶低氣壓。
2月24日午夜2時，日本氣象廳認為珊珊已經逐漸消散。

### 熱帶風暴摩羯（Yagi）
PAGASA: Dante
2013年6月5日，一個熱帶擾動在菲律賓東部海面上生成。美國海軍研究實驗室給予擾動編號98W。
6月6日上午2時，日本氣象廳將其升格為低壓區。下午2時，聯合颱風警報中心對其在24小時內形成為熱帶氣旋的機會給予「LOW」的評級。
6月7日上午2時，日本氣象廳將其升格為熱帶低氣壓。上午7時30分，聯合颱風警報中心將發展機率升級為「MEDIUM」。
6月8日上午6時，聯合颱風警報中心將發展機率升級為「HIGH」。上午6時30分，聯合颱風警報中心發佈熱帶氣旋形成警報。上午10時，日本氣象廳發出海上強風警報。下午8時50分，聯合颱風警報中心將其升格為熱帶低氣壓，並給予編號03W。下午9時20分，日本氣象廳將其升格為熱帶風暴，並命名為“摩羯”。
6月9日上午5時，聯合颱風警報中心將其升格為熱帶風暴。
6月12日下午11時，聯合颱風警報中心將其降格為熱帶低氣壓。
6月13日上午0時30分，聯合颱風警報中心修改報文，將其風速進一步下調並發出最後的警報。上午2時50分，日本氣象廳將其降格為熱帶低氣壓。
6月14日上午9時，聯合颱風警報中心再度對其在24小時內形成為熱帶氣旋的機會給予「LOW」的評級。
6月15日下午2時，聯合颱風警報中心取消評級。

### 熱帶風暴麗琵 (Leepi)
PAGASA: Emong
2013年6月15日，一個熱帶擾動在菲律賓東南部海面上生成。美國海軍研究實驗室給予擾動編號91W。
6月16日上午4時，聯合颱風警報中心對其在24小時內形成為熱帶氣旋的機會給予「LOW」的評級。上午8時，日本氣象廳將其升格為低壓區。下午2時，日本氣象廳將其升格為熱帶低氣壓。
6月17日上午2時30分，聯合颱風警報中心將發展機率升級為「MEDIUM」。上午3時15分，日本氣象廳發出海上強風警報。上午6時，聯合颱風警報中心發布熱帶氣旋形成警報。上午6時30分，聯合颱風警報中心將發展機率升級為「HIGH」。
6月18日上午5時，聯合颱風警報中心將其升格為熱帶低氣壓，並給予編號04W。上午9時20分，日本氣象廳將其升格為熱帶風暴，並命名為“麗琵”。下午5時，聯合颱風警報中心將其升格為熱帶風暴。
6月20日上午11時，聯合颱風警報中心將其降格為熱帶低氣壓。下午5時，聯合颱風警報中心再度將其升格為熱帶風暴。
6月21日上午5時，聯合颱風警報中心將其降格為熱帶低氣壓，並發出最後的警報。上午8時50分，日本氣象廳指麗琵已轉化為一溫帶氣旋。

### 熱帶風暴貝碧嘉 (Bebinca)
PAGASA: Fabian
2013年6月19日，一個熱帶擾動在南海中部海面上生成。美國海軍研究實驗室給予擾動編號94W。上午7時，聯合颱風警報中心對其在24小時內形成為熱帶氣旋的機會給予「LOW」的評級。上午11時，聯合颱風警報中心將發展機率升級為「MEDIUM」。下午8時，日本氣象廳將其升格為低壓區。
6月20日上午2時，日本氣象廳將其升格為熱帶低氣壓，同時發出海上強風警報。中午12時30分，聯合颱風警報中心發佈熱帶氣旋形成警報。下午2時，聯合颱風警報中心將發展機率升級為「HIGH」。下午10時，聯合颱風警報中心將其升格為熱帶低氣壓，並給予編號05W。
6月21日上午9時30分，日本氣象廳將其升格為熱帶風暴，並命名為“貝碧嘉”。下午5時，聯合颱風警報中心將其升格為熱帶風暴。
6月22日下午5時，聯合颱風警報中心將其降格為熱帶低氣壓。
6月23日下午5時，聯合颱風警報中心發出最後警報。
6月24日下午2時50分，日本氣象廳將其降格為熱帶低氣壓。

### 強烈熱帶風暴溫比亞 (Rumbia)
PAGASA: Gorio
2013年6月26日，原先撤編的熱帶擾動95W在菲律宾東南部海面上再次爆發，美國海軍研究實驗室重新給予擾動編號99W。
6月27日上午10時30分，聯合颱風警報中心對其在24小時內形成為熱帶氣旋的機會給予「LOW」的評級。下午2時，日本氣象廳將其升格為熱帶低氣壓。下午8時，日本氣象廳發出烈風警告。下午10時，聯合颱風警報中心將發展機率升級為「MEDIUM」。
6月28日上午3時30分，聯合颱風警報中心發出熱帶氣旋形成警報。上午4時，聯合颱風警報中心將發展機率升級為「HIGH」。上午11時，聯合颱風警報中心將其升格為熱帶低氣壓，並給予編號06W。下午9時15分，日本氣象廳將其升格為熱帶風暴，並命名為“溫比亞”。
6月29日上午5時，聯合颱風警報中心將其升格為熱帶風暴。
7月1日下午2時，聯合颱風警報中心將其升格為一級颱風。下午2時45分，日本氣象廳將其升格為強烈熱帶風暴。
7月2日上午2時50分，日本氣象廳將其降格為熱帶風暴。上午5時，聯合颱風警報中心將其降格為熱帶風暴。上午11時，聯合颱風警報中心發出最後警報。下午8時45分，日本氣象廳將其降格為熱帶低氣壓。

### 颱風苏力 (Soulik)
PAGASA: Huaning
2013年7月5日，一個冷心低壓於威克島西部海面上變性為暖心。美國海軍研究實驗室給予擾動編號92W。
7月6日下午2時，聯合颱風警報中心對其在24小時內形成為熱帶氣旋的機會給予「LOW」的評級。
7月7日上午9時30分，日本氣象廳將其升格為熱帶低氣壓。上午10時，日本氣象廳發佈海上強風警報。下午2時，聯合颱風警報中心將發展機率升級為「MEDIUM」。下午10時30分，聯合颱風警報中心發出熱帶氣旋形成警報。下午11時，聯合颱風警報中心將發展機率升級為「HIGH」。
7月8日上午5時，聯合颱風警報中心將其升格為熱帶低氣壓，並給予編號07W。上午9時15分，日本氣象廳將其升格為熱帶風暴，並命名為“蘇力”。上午11時，聯合颱風警報中心將其升格為熱帶風暴。下午8時50分，日本氣象廳將其升格為強烈熱帶風暴。
7月9日上午5時，聯合颱風警報中心將其升格為一級颱風。上午8時50分，日本氣象廳將其升格为台风。下午5時，聯合颱風警報中心將其升格為二級颱風。
7月10日上午5時，聯合颱風警報中心將其由二級颱風跳升為四級颱風。
7月11日上午11時，聯合颱風警報中心將其降格為三級颱風。下午5時，聯合颱風警報中心將其降格為二級颱風。
7月13日上午2時，聯合颱風警報中心將其降格為一級颱風。上午8時50分，日本氣象廳將其降格為強烈熱帶風暴。下午11時，聯合颱風警報中心將其降格為熱帶風暴，並發出最後的警報。下午11時50分，日本氣象廳將其降格為熱帶風暴。
7月14日上午8時50分，日本氣象廳將其降格為熱帶性低氣壓。

### 熱帶風暴西馬侖 (Cimaron)
PAGASA: Isang
2013年7月13日，一個熱帶擾動在帛琉東部海面上生成。美國海軍研究實驗室給予擾動編號93W。
7月14日上午4時，聯合颱風警報中心對其在24小時內形成為熱帶氣旋的機會給予「LOW」的評級。
7月15日上午2時，日本氣象廳將其升格為低壓區。上午6時，聯合颱風警報中心將發展機率升級為「MEDIUM」。下午2時，聯合颱風警報中心將發展機率升級為「HIGH」，並發出熱帶氣旋形成警報。同時，日本氣象廳將其升格為熱帶低氣壓。
7月16日上午5時，聯合颱風警報中心將其升格為熱帶低氣壓，並給予編號08W。上午9時，日本氣象廳對發出海上烈風警報。
7月17日上午9時30分，日本氣象廳將其升格為熱帶風暴，並命名為“西馬侖”。下午5時，聯合颱風警報中心將其升格為熱帶風暴。
7月18日下午11時，聯合颱風警報中心發出最後的警報。
7月19日上午2時45分，日本氣象廳將其降格為熱帶低氣壓。

### 強烈熱帶風暴飛燕 (Jebi)
PAGASA: Jolina
2013年7月26日，一個熱帶擾動在南海中部海面上生成。美國海軍研究實驗室給予擾動編號91W。上午2時，日本氣象廳將其升格為低壓區。上午8時，日本氣象廳將其升格為熱帶低氣壓。上午10時30分，聯合颱風警報中心對其在24小時內形成為熱帶氣旋的几率給予「LOW」的評級。下午2时，聯合颱風警報中心將發展機率升級為「MEDIUM」。下午8時，日本氣象廳將其降格為低壓區。
7月27日上午9時30分，聯合颱風警報中心將發展機率降級為「LOW」。下午2時，聯合颱風警報中心取消評級。
7月28日上午8時，日本氣象廳再度將其升格為熱帶低氣壓。下午2時，聯合颱風警報中心再度對其在24小時內形成為熱帶氣旋的機會給予「LOW」的評級。
7月30日上午2時，日本氣象廳發布海上烈風警報。下午2時，聯合颱風警報中心將發展機率升級為「MEDIUM」。
7月31日上午3時30分，聯合颱風警報中心发布热带气旋形成警报。上午4時30分，聯合颱風警報中心將發展機率升級為「HIGH」。上午9時，日本氣象廳將其升格為熱帶風暴，並命名為“飛燕”。上午11時，聯合颱風警報中心將其升格為熱帶低氣壓，並給予編號09W。下午11时，聯合颱風警報中心將其升格為熱帶风暴。
8月2日下午2時50分，日本氣象廳將其升格為強烈熱帶風暴。
8月3日上午2時45分，日本氣象廳將其降格為熱帶風暴。下午5時，聯合颱風警報中心發出最後的警報。下午8時50分，日本氣象廳將其降格為熱帶低氣壓。
其後，於日本氣象廳發佈的最佳路徑中，日本氣象廳將飛燕的風速下調至50節。

### 熱帶風暴山竹 (Mangkhut)
PAGASA: Kiko
2013年7月31日，一個熱帶擾動在南海中部海面上生成。美國海軍研究實驗室給予擾動編號94W。聯合颱風警報中心於該日下午2時對其在24小時內形成為熱帶氣旋的機會給予「LOW」的評級。
8月1日上午6時30分，聯合颱風警報中心取消評級。下午8時，日本氣象廳將其升格為低壓區。
8月2日下午2時，聯合颱風警報中心再度對其在24小時內形成為熱帶氣旋的機會給予「LOW」的評級。
8月3日上午2時，日本氣象廳將其升格为热带低气压。下午8時，日本氣象廳將其降格為低壓區。
8月4日下午2時，聯合颱風警報中心將發展機率升級為「MEDIUM」。
8月5日上午10时25分，日本气象厅再度将其升格为热带低气压，并发布烈风警报。下午5时，联合台风警报中心发布热带气旋形成警报。
8月6日上午5時，聯合颱風警報中心將其升格為熱帶低氣壓，並給予編號10W。下午9時15分，日本氣象廳將其升格為熱帶風暴，並命名為“山竹”。下午11時，聯合颱風警報中心將其升格為熱帶風暴。
8月8日上午5時，聯合颱風警報中心將其降格為熱帶低氣壓，並發出最後的警報。上午8時50分，日本氣象廳將其降格為熱帶低氣壓。

### 颱風尤特 (Utor)
PAGASA: Labuyo
2013年8月8日，一個低壓區在關島西南部海面上生成。美國海軍研究實驗室給予擾動編號96W。下午2時，聯合颱風警報中心對其在24小時內形成為熱帶氣旋的機會給予「LOW」的評級。下午8時，日本氣象廳將其升格為熱帶低氣壓。下午9時，聯合颱風警報中心將發展機率升級為「MEDIUM」。
8月9日上午0時30分，聯合颱風警報中心發佈熱帶氣旋形成警報。上午2時，日本氣象廳對其發布烈風警報。上午5時，聯合颱風警報中心將其升格為熱帶低氣壓，並給予編號11W。
8月10日上午3時5分，日本氣象廳將其升格為熱帶風暴，並命名為“尤特”。上午5時，聯合颱風警報中心將其升格為熱帶風暴。上午11時45分，日本氣象廳將其升格為強烈熱帶風暴。下午2時50分，日本氣象廳將其升格為颱風。下午5時，聯合颱風警報中心將其升格為一級颱風。下午11時，聯合颱風警報中心將其升格為二級颱風。
8月11日上午11時，聯合颱風警報中心將其升格為三級颱風。下午5時，聯合颱風警報中心將其升格為四級颱風。
8月12日上午11時，聯合颱風警報中心將其降格為二級颱風。
8月13日上午11時，聯合颱風警報中心再度將其升格為三級颱風。下午11時，聯合颱風警報中心將其降格為二級颱風。
8月14日下午5時，聯合颱風警報中心將其降格為一級颱風。下午8時55分，日本氣象廳將其降格為強烈熱帶風暴。下午11時，聯合颱風警報中心發出最後的警報。
8月15日上午2時50分，日本氣象廳將其降格為熱帶風暴。下午8時45分，日本氣象廳將其降格為熱帶低氣壓。
8月19日凌晨2時，日本氣象廳最後評為熱帶低氣壓。

### 強烈熱帶風暴潭美 (Trami)
PAGASA: Maring
2013年8月14日，一個低壓區在台灣東南方海面上生成。同日晚上，美國海軍研究實驗室給予擾動編號98W。
8月16日上午2時，日本氣象廳將其升格為熱帶低氣壓。上午9時20分，日本氣象廳對其發佈海上烈風警報。上午10時，聯合颱風警報中心對其在24小時內形成為熱帶氣旋的機會給予「LOW」的評級。下午9時30分，聯合颱風警報中心將發展機率升級為「MEDIUM」。
8月17日上午4時，聯合颱風警報中心對其發佈熱帶氣旋形成警報。上午11時，聯合颱風警報中心將其升格為熱帶低氣壓，並給予編號12W。
8月18日上午9時20分，日本氣象廳將其升格為熱帶風暴，並命名為“潭美”。下午5時，聯合颱風警報中心將其升格為熱帶風暴。
8月20日上午2時45分，日本氣象廳將其升格為強烈熱帶風暴。
8月21日上午11時，聯合颱風警報中心將其升格為一級颱風。
8月22日上午5時，聯合颱風警報中心發出最後的警報。下午2時50分，日本氣象廳將其降格為熱帶風暴。
8月23日上午2時35分，日本氣象廳將其降格為熱帶低氣壓。

### 強烈熱帶風暴佩娃 (Pewa)
其後，佩娃在8月18日上午11時越過國際日期變更線進入西北太平洋海域，中太平洋颶風中心發出最後的警報，並改由日本氣象廳（JMA）發報。日本氣象廳在當日下午2時將其評定為強烈熱帶風暴。同時，聯合颱風警報中心將其評定為熱帶風暴。19日，佩娃因良好的輻合改善低層環流中心（LLCC）並開始發展風眼，聯合颱風警報中心亦針對強度的提升調整評級。然而，佩娃在翌日受到西北側海面風切變的增強，使得低層環流中心完全外露，日本氣象廳及聯合颱風警報中心都調降系統的評級。雖然佩娃的西北側海面的風切在22日逐漸減弱，低層環流中心亦不再外露，但佩娃的結構不良使得聯合颱風警報中心在24日上午5時將其降格為熱帶低氣壓，並在25日上午11時發出最後的警報。日本氣象廳則是在25日下午8時降格，並認為佩娃在27日成為一股低壓區逐漸消散。

### 熱帶風暴烏娜拉 (Unala)
2013年8月19日下午2時，位於中太平洋的烏娜拉越過國際日期變更線進入西北太平洋範圍，因此改由日本氣象廳（JMA）發報。下午3時30分，日本氣象廳將其評定為熱帶風暴，沿用中太平洋名稱烏娜拉。同時，聯合颱風警報中心將其評定為熱帶風暴。下午8時，由於受到颱風佩娃的影響，聯合颱風警報中心將其降格為熱帶低氣壓，並發出最後的警報。
8月20日上午2時，日本氣象廳將其降格為熱帶低氣壓。上午8時，日本氣象廳將其降格為低壓區。

### 強烈熱帶風暴康妮 (Kong-rey)
PAGASA: Nando
2013年8月22日，一個低壓區在菲律賓東部海面上生成。同日，美國海軍研究實驗室給予擾動編號91W。
8月23日下午2時，聯合颱風警報中心對其在24小時內形成為熱帶氣旋的機會給予「LOW」的評級。
8月24日下午11時，聯合颱風警報中心將發展機率升級為「MEDIUM」。
8月25日上午9時30分，聯合颱風警報中心對其發佈熱帶氣旋形成警報。同時，日本氣象廳將其升格為熱帶低氣壓，並發佈海上烈風警報。
8月26日上午11時，聯合颱風警報中心將其升格為熱帶低氣壓，並給予編號14W。下午3時15分，日本氣象廳將其升格為熱帶風暴，並命名為“康妮”。下午11時，聯合颱風警報中心將其升格為熱帶風暴。
8月27日上午5時50分，日本氣象廳將其升格為強烈熱帶風暴。
8月29日上午8時50分，日本氣象廳將其降格為熱帶風暴。
8月30日下午5時，聯合颱風警報中心將其降格為熱帶低氣壓。
8月31日上午2時50分，日本氣象廳指康妮已轉化為溫帶氣旋，並繼續對其發布海上烈風警報。上午11時，聯合颱風警報中心發出最後的警報。

### 熱帶風暴玉兔 (Yutu)
2013年8月30日，一個溫帶氣旋在威克島北部海面上轉化為一低壓區。下午2時，日本氣象廳將其升格為熱帶低氣壓。同日晚上，美國海軍研究實驗室給予擾動編號95W。下午8時，日本氣象廳對其發出一般警告。
9月1日上午9時30分，日本氣象廳升格為熱帶風暴，並命名為“玉兔”。
9月2日早上，美國海軍研究實驗室重新給予擾動編號97W。上午7時，聯合颱風警報中心對其在24小時內形成為熱帶氣旋的機會給予「LOW」的評級。
9月4日上午9時，日本氣象廳將其降格為熱帶低氣壓。
9月5日下午11時，聯合颱風警報中心取消評級。

### 強烈熱帶風暴桃芝 (Toraji)
2013年8月31日，強烈熱帶風暴康妮的高層雲系在台灣東北部海面上再次發展。上午8時，日本氣象廳將其升格為熱帶低氣壓。同日晚上，美國海軍研究實驗室給予擾動編號96W。
9月1日上午3時25分，日本氣象廳對其發出海上烈風警報。上午5時，聯合颱風警報中心對其在24小時內形成為熱帶氣旋的機會給予「LOW」的評級。下午2時，聯合颱風警報中心將發展機率升級為「MEDIUM」。下午5時30分，聯合颱風警報中心對其發布熱帶氣旋形成警報。下午11時，聯合颱風警報中心將其升格為熱帶低氣壓，並給予編號15W。
9月2日上午3時15分，日本氣象廳將其升格為熱帶風暴，並命名為“桃芝”。上午11時，聯合颱風警報中心將其升格為熱帶風暴。
9月3日上午8時45分，日本氣象廳將其升格為強烈熱帶風暴。
9月4日上午8時35分，日本氣象廳指桃芝已轉化為溫帶氣旋。上午11時，聯合颱風警報中心指其轉化為溫帶氣旋，並發出最後警報。

### 颱風萬宜 (Man-yi)
2013年9月10日，一個低壓區在關島東北部海面上生成。下午8時，日本氣象廳將其升格為熱帶低氣壓。
9月11日早上，美國海軍研究實驗室給予擾動編號97W。上午9時25分，日本氣象廳對其發出海上烈風警報。上午9時30分，聯合颱風警報中心對其在24小時內形成為熱帶氣旋的機會給予「MEDIUM」的評級。下午10時，聯合颱風警報中心對其發佈熱帶氣旋形成警報。
9月13日上午3時15分，日本氣象廳將其升格為熱帶風暴，並命名為“萬宜”。上午5時，聯合颱風警報中心將其升格為熱帶低氣壓，並給予編號16W。下午5時，聯合颱風警報中心將其升格為熱帶風暴。
9月14日上午8時50分，日本氣象廳將其升格為強烈熱帶風暴。
9月15日上午2時50分，日本氣象廳將其降格為熱帶風暴。上午8時50分，日本氣象廳再度將其升格為強烈熱帶風暴。
9月16日下午5時，聯合颱風警報中心發出最後警報。下午8時40分，日本氣象廳指萬宜已轉化為溫帶氣旋。
其後，於日本氣象廳所發佈的最佳路徑中，日本氣象廳把萬宜的風速上調為65節，氣壓下調至960hPa，並且認為其達到颱風的等級。

### 颱風天兔 (Usagi)
PAGASA: Odette
2013年9月15日，一個熱帶擾動在菲律賓東北部海面上生成。同日中午，美國海軍研究實驗室給予擾動編號99W。
9月16日上午2時，日本氣象廳將其升格為低壓區。上午6時30分，聯合颱風警報中心對其在24小時內形成為熱帶氣旋的機會給予「LOW」的評級。上午9時30分，日本氣象廳將其升格為熱帶低氣壓，並對其發出海上烈風警報。下午12時30分，聯合颱風警報中心對其發佈熱帶氣旋形成警報。
9月17日上午3時，日本氣象廳將其升格為熱帶風暴，並命名“天兔”。上午5時，聯合颱風警報中心將其升格為熱帶性低氣壓，並給予編號17W。下午5時，聯合颱風警報中心將其升格為熱帶風暴。
9月18日上午8時45分，日本氣象廳將其升格為強烈熱帶風暴。下午8時50分，日本氣象廳將其升格為颱風。下午11時，聯合颱風警報中心將其升格為一級颱風。
9月19日上午5時，聯合颱風警報中心將其升格為二級颱風。下午5時，聯合颱風警報中心將其由二級颱風跳升為四級颱風。下午11時，聯合颱風警報中心將其升格為五級颱風，但於事後發佈的最佳路徑中，是次升級被取消。
9月20日下午5時，聯合颱風警報中心將其降格為四級颱風。
9月21日下午11時，聯合颱風警報中心將其降格為三級颱風。
9月22日下午5時，聯合颱風警報中心將其降格為二級颱風。下午11時，聯合颱風警報中心將其降格為一級颱風，並發出最後警報。
9月23日上午3時15分，日本氣象廳將其降格為強烈熱帶風暴。上午9時10分，日本氣象廳將其降格為熱帶風暴。下午3時10分，日本氣象廳將其降格為熱帶低氣壓。

### 強烈熱帶風暴帕布 (Pabuk)
2013年9月14日，一個熱帶擾動在關島東部海面上生成。同日晚上，美國海軍研究實驗室給予擾動編號98W。
9月15日上午8時，日本氣象廳將其升格為低壓區。上午11時，聯合颱風警報中心對其在24小時內形成為熱帶氣旋的機會給予「LOW」的評級。
9月18日上午7時，聯合颱風警報中心取消評級。下午6時，聯合颱風警報中心重新對其在24小時內形成為熱帶氣旋的機會給予「LOW」的評級。
9月19日上午5時30分，聯合颱風警報中心將發展機率升級為「MEDIUM」。上午8時，日本氣象廳將其升格為熱帶低氣壓。下午3時30分，日本氣象廳對其發出海上烈風警報。
9月20日上午1時，聯合颱風警報中心對其發佈熱帶氣旋形成警報。
9月21日上午11時，聯合颱風警報中心將其升格為熱帶低氣壓，並給予編號19W。下午3時20分，日本氣象廳將其升格為熱帶風暴，並命名為“帕布”。下午5時，聯合颱風警報中心將其升格為熱帶風暴。
9月22日下午2時50分，日本氣象廳將其升格為強烈熱帶風暴。
9月23日下午11時，聯合颱風警報中心將其升格為一級颱風。
9月25日上午5時，聯合颱風警報中心將其升格為二級颱風。
9月26日上午11時，聯合颱風警報中心將其降格為一級颱風。下午5時，聯合颱風警報中心將其降格為熱帶風暴，並發出最後警報。
9月27日上午8時50分，日本氣象廳指帕布已轉化為溫帶氣旋。
其後，於日本氣象廳所發佈的最佳路徑中，日本氣象廳把帕布的氣壓下調至965hPa。

### 颱風蝴蝶 (Wutip)
PAGASA: Paolo
2013年9月24日，一個熱帶擾動在南海中部海面上生成。同日早上，美國海軍研究實驗室給予擾動編號93W。
9月25日上午2時，日本氣象廳將其升格為低壓區。下午2時，日本氣象廳將其升格為熱帶低氣壓。同時，聯合颱風警報中心對其在24小時內形成為熱帶氣旋的機會給予「LOW」的評級。下午9時30分，日本氣象廳對其發出海上烈風警報。
9月26日上午5時30分，聯合颱風警報中心將發展機率升級為「MEDIUM」。下午4時，聯合颱風警報中心對其發佈熱帶氣旋形成警報。
9月27日上午5時，聯合颱風警報中心將其升格為熱帶低氣壓，並給予編號20W。下午3時15分，日本氣象廳將其升格為熱帶風暴，並命名為“蝴蝶”。下午5時，聯合颱風警報中心將其升格為熱帶風暴。
9月28日上午8時50分，日本氣象廳將其升格為強烈熱帶風暴。下午8時50分，日本氣象廳將其升格為颱風。下午11時，聯合颱風警報中心將其升格為一級颱風。
9月29日上午11時，聯合颱風警報中心將其升格為二級颱風。
9月30日上午5時，聯合颱風警報中心將其降格為一級颱風。下午5時，聯合颱風警報中心再度將其升格為二級颱風。下午9時05分，日本氣象廳將其降格為強烈熱帶風暴。下午11時，聯合颱風警報中心將其降格為一級颱風，並發出最後警報。
10月1日上午3時10分，日本氣象廳將其降格為熱帶風暴。上午9時10分，日本氣象廳將其降格為熱帶低氣壓。
期後，聯合颱風警報中心所發佈的最佳路徑中，聯合颱風警報中心將蝴蝶的風速上調至100節，並且認為其達到三級颱風的等級。而在日本氣象廳發佈的最佳路徑中，日本氣象廳將蝴蝶的風速下調至65節。

### 熱帶風暴聖帕 (Sepat)
2013年9月27日，一個低壓區在威克島西部海面上生成。同日凌晨，美國海軍研究實驗室給予擾動編號96W。
9月28日下午2時，聯合颱風警報中心對其在24小時內形成為熱帶氣旋的機會給予「LOW」的評級。
9月29日下午3時25分，日本氣象廳將其升格為熱帶低氣壓，並對其發出海上烈風警報。
9月30日上午1時30分，聯合颱風警報中心對其發佈熱帶氣旋形成警報。上午9時20分，日本氣象廳將其升格為熱帶風暴，並命名為“聖帕”。上午11時，聯合颱風警報中心將其升格為熱帶低氣壓，並給予編號21W。
10月1日下午5時，聯合颱風警報中心將其升格為熱帶風暴。
10月2日上午11時，聯合颱風警報中心發出最後警報。
10月3日上午2時40分，日本氣象廳指聖帕已轉化為溫帶氣旋。

### 颱風菲特 (Fitow)
PAGASA: Quedan
2013年9月27日，一個熱帶擾動在帛琉北部海面上生成。同日凌晨，美國海軍研究實驗室給予擾動編號95W。上午6時，聯合颱風警報中心對其在24小時內形成為熱帶氣旋的機會給予「LOW」的評級。上午8時，日本氣象廳將其升格為低壓區。下午2時，聯合颱風警報中心將發展機率升級為「MEDIUM」。
9月29日上午7時30分，聯合颱風警報中心對其發佈熱帶氣旋形成警報。下午3時30分，日本氣象廳將其升格為熱帶低氣壓，並對其發出海上烈風警報。
9月30日下午5時，聯合颱風警報中心將其升格為熱帶低氣壓，並給予編號22W。下午9時30分，日本氣象廳將其升格為熱帶風暴，並命名為“菲特”。
10月1日上午5時，聯合颱風警報中心將其升格為熱帶風暴。
10月2日上午9時10分，日本氣象廳將其升格為強烈熱帶風暴。
10月3日下午11時，聯合颱風警報中心將其升格為一級颱風。
10月4日下午5時，聯合颱風警報中心將其升格為二級颱風。下午8時45分，日本氣象廳將其升格為颱風。
10月6日上午11時，聯合颱風警報中心將其降格為一級颱風。
10月7日上午3時10分，日本氣象廳將其降格為強烈熱帶風暴。上午5時，聯合颱風警報中心將其降格為熱帶風暴，並發出最後警報。上午9時10分，日本氣象廳將其降格為熱帶風暴。下午3時，日本氣象廳將其降格為熱帶低氣壓。

### 颱風丹娜絲 (Danas)
PAGASA: Ramil
2013年10月1日，一個低壓區在關島東北部海面上生成。上午8時，日本氣象廳將其升格為熱帶低氣壓。同日早上，美國海軍研究實驗室給予擾動編號97W。下午2時，聯合颱風警報中心對其在24小時內形成為熱帶氣旋的機會給予「LOW」的評級。
10月2日下午2時，聯合颱風警報中心將發展機率升級為「MEDIUM」。下午9時25分，日本氣象廳對其發出海上烈風警報。
10月3日上午7時30分，聯合颱風警報中心對其發佈熱帶氣旋形成警報。下午11時，聯合颱風警報中心將其升格為熱帶低氣壓，並給予編號23W。
10月4日下午3时20分，日本气象厅将其升格为热带风暴，并命名为“丹娜丝”。下午11時，聯合颱風警報中心將其升格為熱帶風暴。
10月5日下午9時10分，日本氣象廳將其升格為強烈熱帶風暴。下午11時，聯合颱風警報中心將其升格為一級颱風。
10月6日上午3時10分，日本氣象廳將其升格為颱風。下午5時，聯合颱風警報中心將其升格為二級颱風。
10月7日上午5時，聯合颱風警報中心將其升格為三級颱風。上午11時，聯合颱風警報中心將其升格為四級颱風。
10月8日上午5時，聯合颱風警報中心將其降格為三級颱風。上午11時，聯合颱風警報中心將其降格為二級颱風。下午5時，聯合颱風警報中心將其降格為一級颱風。下午5時50分，日本氣象廳將其降格為強烈熱帶風暴。下午11時，聯合颱風警報中心將其降格為熱帶風暴，並發出最後警報。
10月9日上午3時50分，日本氣象廳將其降格為熱帶風暴。上午8時50分，日本氣象廳指丹娜絲已轉化為溫帶氣旋。
其後，於日本氣象廳所發佈的最佳路徑中，日本氣象廳把丹娜絲的風速下調為90節。

### 颱風百合 (Nari)
PAGASA: Santi
2013年10月7日，一個熱帶擾動在菲律賓東部海面上生成。同日晚上，美國海軍研究實驗室給予擾動編號91W。
10月8日上午2時，日本氣象廳將其升格為低壓區。上午8時，聯合颱風警報中心對其在24小時內形成為熱帶氣旋的機會給予「LOW」的評級。下午2時，聯合颱風警報中心將發展機率升級為「MEDIUM」。下午4時，聯合颱風警報中心對其發佈熱帶氣旋形成警報。下午9時25分，日本氣象廳將其升格為熱帶低氣壓，並對其發出海上烈風警報。
10月9日上午5时，聯合颱風警報中心將其升格為熱帶低氣壓，並給予編號24W。下午9時5分，日本氣象廳將其升格為熱帶風暴，並命名為“百合”。下午11時，聯合颱風警報中心將其升格為熱帶風暴。
10月10日下午2時45分，日本氣象廳將其升格為強烈熱帶風暴。下午5時，聯合颱風警報中心將其升格為一級颱風。
10月11日上午3時45分，日本氣象廳將其升格為颱風。上午5時，聯合颱風警報中心將其升格為二級颱風。上午11時，聯合颱風警報中心將其升格為三級颱風。
10月12日上午5時，聯合颱風警報中心將其降格為二級颱風。下午5時，聯合颱風警報中心將其降格為一級颱風。下午11時，聯合颱風警報中心再度將其升格為二級颱風。
10月14日下午5時，聯合颱風警報中心將其降格為一級颱風。
10月15日上午9時10分，日本氣象廳將其降格為熱帶風暴。上午11時，聯合颱風警報中心發出最後警報。下午9時10分，日本氣象廳將其降格為熱帶低氣壓。

### 颱風韋帕 (Wipha)
PAGASA: Tino
2013年10月8日，一個低壓區在關島東部海面上生成。同日凌晨，美國海軍研究實驗室給予擾動編號92W。上午8時，聯合颱風警報中心對其在24小時內形成為熱帶氣旋的機會給予「LOW」的評級。下午9時30分，日本氣象廳將其升格為熱帶低氣壓，並對其發出海上烈風警報。
10月9日上午7時，聯合颱風警報中心將發展機率升級為「MEDIUM」。下午6時，聯合颱風警報中心對其發佈熱帶氣旋形成警報。
10月10日下午11時，聯合颱風警報中心將其升格為熱帶低氣壓，並給予編號25W。
10月11日上午3時25分，日本氣象廳將其升格為熱帶風暴，並命名為“韋帕”。上午11時，聯合颱風警報中心將其升格為熱帶風暴。
10月12日上午3時10分，日本氣象廳將其升格為強烈熱帶風暴。下午8時50分，日本氣象廳將其升格為颱風。下午11時，聯合颱風警報中心將其升格為一級颱風。
10月13日上午11時，聯合颱風警報中心將其升格為二級颱風。下午5時，聯合颱風警報中心將其升格為三級颱風。下午11時，聯合颱風警報中心將其升格為四級颱風。
10月14日上午11時，聯合颱風警報中心將其降格為三級颱風。下午11時，聯合颱風警報中心將其降格為二級颱風。
10月15日下午5時，聯合颱風警報中心將其降格為一級颱風。
10月16日上午5時，聯合颱風警報中心發出最後警報。下午2時50分，日本氣象廳指韋帕已轉化為溫帶氣旋。

### 颱風范斯高 (Francisco)
10月16日上午3時25分，日本氣象廳對其發出海上烈風警報。上午5時，聯合颱風警報中心對其發佈熱帶氣旋形成警報。上午11時，聯合颱風警報中心將其升格為熱帶低氣壓，並給予編號26W。下午9時5分，日本氣象廳將其升格為熱帶風暴，並命名為“范斯高”。下午11時，聯合颱風警報中心將其升格為熱帶風暴。
10月17日上午2时45分，日本气象厅将其升格为強烈熱帶風暴。上午11時，聯合颱風警報中心將其升格為一級颱風。下午2时50分，日本气象厅将其升格为台风。下午11時，聯合颱風警報中心將其升格為二級颱風。
10月18日上午5時，聯合颱風警報中心將其升格為三級颱風。上午11時，聯合颱風警報中心將其升格為四級颱風。
10月19日下午5時，聯合颱風警報中心將其升格為五級颱風。
10月20日下午11時，聯合颱風警報中心將其降格為四級颱風。
10月21日上午11時，聯合颱風警報中心將其降格為三級颱風。下午5時，聯合颱風警報中心將其降格為二級颱風。
10月22日上午11時，聯合颱風警報中心將其降格為一級颱風。
10月24日下午5時，聯合颱風警報中心將其降格為熱帶風暴。
10月25日上午2時50分，日本氣象廳將其降格為強烈熱帶風暴。
10月26日上午5時，聯合颱風警報中心發出最後警報。下午2時50分，日本氣象廳指范斯高已轉化為溫帶氣旋。

### 颱風利奇馬 (Lekima)
2013年10月19日，一個低壓區在馬紹爾群島北部海面上生成。同日凌晨，美國海軍研究實驗室給予擾動編號95W。上午5時，聯合颱風警報中心對其在24小時內形成為熱帶氣旋的機會給予「LOW」的評級。上午8時，日本氣象廳將其升格為熱帶低氣壓。
10月20日上午3時30分，日本氣象廳對其發出海上烈風警報。上午6時，聯合颱風警報中心對其發佈熱帶氣旋形成警報。下午11時，聯合颱風警報中心將其升格為熱帶低氣壓，並給予編號28W。
10月21日上午3時25分，日本氣象廳將其升格為熱帶風暴，並命名為“利奇馬”。上午11時，聯合颱風警報中心將其升格為熱帶風暴。下午3時15分，日本氣象廳將其升格為強烈熱帶風暴。
10月22日上午5時，聯合颱風警報中心將其升格為一級颱風。下午12時10分，日本氣象廳將其升格為颱風。下午5時，聯合颱風警報中心將其由一級颱風跳升為三級颱風。下午11時，聯合颱風警報中心將其升格為四級颱風。
10月23日上午5時，聯合颱風警報中心將其升格為五級颱風。
10月24日下午5時，聯合颱風警報中心將其降格為四級颱風。
10月25日下午5時，聯合颱風警報中心將其降格為三級颱風。
10月26日上午5時，聯合颱風警報中心將其降格為二級颱風。上午11時，聯合颱風警報中心將其降格為一級颱風。下午5時，聯合颱風警報中心發出最後警報。下午8時45分，日本氣象廳指利奇馬已轉化為溫帶氣旋。

### 颱風羅莎 (Krosa)
PAGASA: Vinta
2013年10月25日下午8時，一個低壓區在關島東南部海面上生成。
10月27日上午9時15分，日本氣象廳將其升格為熱帶低氣壓，並對其發出海上烈風警報。同日早上，美國海軍研究實驗室給予擾動編號96W。下午6時，聯合颱風警報中心對其在24小時內形成為熱帶氣旋的機會給予「LOW」的評級。
10月28日上午2時30分，聯合颱風警報中心將發展機率升級為「MEDIUM」。下午7時，聯合颱風警報中心對其發佈熱帶氣旋形成警報。
10月29日上午11時，聯合颱風警報中心將其升格為熱帶低氣壓，並給予編號29W。
10月30日上午3時5分，日本氣象廳將其升格為熱帶風暴，並命名為“羅莎”。上午11時，聯合颱風警報中心將其升格為熱帶風暴。下午8時50分，日本氣象廳將其升格為強烈熱帶風暴。
10月31日上午5時，聯合颱風警報中心將其升格為一級颱風。下午2時50分，日本氣象廳將其升格為颱風。下午11時，聯合颱風警報中心將其升格為二級颱風。
11月1日上午5時，聯合颱風警報中心將其降格為一級颱風。下午11時，聯合颱風警報中心再度將其升格為二級颱風。
11月2日上午5時，聯合颱風警報中心將其升格為三級颱風。下午11時，聯合颱風警報中心將其降格為二級颱風。
11月3日上午5時，聯合颱風警報中心將其降格為一級颱風。上午8時45分，日本氣象廳將其降格為強烈熱帶風暴。下午8時45分，日本氣象廳將其降格為熱帶風暴。
11月4日上午5時，聯合颱風警報中心將其降格為熱帶風暴。上午11時，聯合颱風警報中心將其降格為熱帶低氣壓，並發出最後警報。下午9時5分，日本氣象廳將其降格為熱帶低氣壓。
其後，於日本氣象廳所發佈的最佳路徑中，日本氣象廳把羅莎的風速下調為75節。

### 颱風海燕 (Haiyan)
PAGASA: Yolanda
2013年11月2日，一個熱帶擾動在馬紹爾群島西南部海面上生成。同日早上，美國海軍研究實驗室給予擾動編號99W。下午2時，聯合颱風警報中心對其在24小時內形成為熱帶氣旋的機會給予「LOW」的評級。下午8時，日本氣象廳將其升格為低壓區。
11月3日上午8時，日本氣象廳將其升格為熱帶低氣壓。上午10時30分，聯合颱風警報中心將發展機率升級為「MEDIUM」。下午1時30分，聯合颱風警報中心對其發佈熱帶氣旋形成警報。下午5時，聯合颱風警報中心將其升格為熱帶低氣壓，並給予編號31W。
11月4日上午3時30分，日本氣象廳對其發出海上烈風警報。上午9時15分，日本氣象廳將其升格為熱帶風暴，並命名爲“海燕”。上午11時，聯合颱風警報中心將其升格為熱帶風暴。
11月5日上午8時50分，日本氣象廳將其升格為強烈熱帶風暴。上午11時，聯合颱風警報中心將其升格為一級颱風。下午11時，聯合颱風警報中心將其升格為二級颱風。
11月6日上午2時45分，日本氣象廳將其升格為颱風。上午5時，聯合颱風警報中心將其升格為三級颱風。上午11時，聯合颱風警報中心將其升格為四級颱風。下午11時，聯合颱風警報中心將其升格為五級颱風。
11月8日下午11時，聯合颱風警報中心將其降格為四級颱風。
11月9日下午5時，聯合颱風警報中心將其降格為三級颱風。
11月10日上午5時，聯合颱風警報中心將其降格為二級颱風。下午5時，聯合颱風警報中心將其降格為一級颱風。
11月11日上午2時50分，日本氣象廳將其降格為強烈熱帶風暴。上午11時，聯合颱風警報中心將其降格為熱帶風暴，並發出最後警報。下午2時50分，日本氣象廳將其降格為熱帶風暴。下午8時50分，日本氣象廳將其降格為熱帶低氣壓。
11月12日上午2時，日本氣象廳認為海燕已消散。

### 熱帶風暴楊柳 (Podul)
PAGASA: Zoraida
2013年11月9日，一個低壓區在帛琉東南部海面上生成。同日早上，美國海軍研究實驗室給予擾動編號90W。下午2時，聯合颱風警報中心對其在24小時內形成為熱帶氣旋的機會給予「LOW」的評級。同時，日本氣象廳將其升格為熱帶低氣壓。
11月10日上午3時30分，日本氣象廳對其發出海上烈風警報。上午9時30分，聯合颱風警報中心將發展機率升級為「MEDIUM」。
11月11日上午1時，聯合颱風警報中心對其發佈熱帶氣旋形成警報。
11月14日上午1時，聯合颱風警報中心取消熱帶氣旋形成警報。下午8時，聯合颱風警報中心再度對其發佈熱帶氣旋形成警報。下午9時15分，日本氣象廳將其升格為熱帶風暴，並命名爲“楊柳”。下午11時，聯合颱風警報中心將其升格為熱帶低氣壓，並給予編號32W。
11月15日上午8時45分，日本氣象廳將其降格為熱帶低氣壓。上午11時，聯合颱風警報中心發出最後警報。

## 未被國際命名的熱帶氣旋
除了被日本氣象廳命名的熱帶氣旋外，還有一些沒被命名的熱帶低氣壓和被聯合颱風警報中心認為是熱帶風暴的熱帶氣旋。

### 熱帶低氣壓
PAGASA: Bising
2013年1月5日，一個低壓區在帕勞西南海面上生成。美國海軍研究實驗室給予擾動編號94W。
1月6日下午7時，日本氣象廳將其升格為熱帶低氣壓。
1月7日下午2時，日本氣象廳將其降格為低壓區。
1月8日上午2時，日本氣象廳再次將其升格為熱帶低氣壓。
1月9日下午8時，聯合颱風警報中心對其在24小時內形成為熱帶氣旋的機會給予「LOW」的評級。
1月10日上午2時，日本氣象廳發出海上強風警報。
1月11日下午2時，聯合颱風警報中心將發展機率升級為「MEDIUM」。隨住其發展，同日下午8時，日本氣象廳取消先前的風警報。下午11時，菲律賓大氣地球物理和天文管理局將已進入責任範圍的低壓區升格為熱帶低氣壓，發佈第一報熱帶氣旋資訊，命名為Bising，並發出一號風暴信號。
1月12日下午2時，聯合颱風警報中心將發展機率降級為「LOW」。下午5時，菲律賓氣象部門解除所有風暴信號。
1月13日上午7時30分，聯合颱風警報中心取消評級。上午11時，菲律賓氣象部門將其降格為低壓區，並發佈最後一報熱帶氣旋資訊。同日深夜至翌日凌晨，94W被完全併入一股溫帶氣旋中。
2013年3月14日，一個低壓區在雅浦岛东部海面上生成。美國海軍研究實驗室給予擾動編號99W。
3月20日下午4時，日本氣象廳將其升格為熱帶低氣壓。
3月21日上午3時30分，聯合颱風警報中心對其在24小時內形成為熱帶氣旋的機會給予「LOW」的評級。
3月22日上午10時，日本氣象廳將其降格為低壓區。下午2時，聯合颱風警報中心取消評級。
2013年4月12日，一個低壓區在关丹东部海面上生成。上午4時30分，日本氣象廳將其升格為熱帶低氣壓。下午10時30分，日本氣象廳將其降格为低壓區。
4月13日，美國海軍研究實驗室給予擾動編號91W。
4月15日，91W离开西北太平洋区域专职气象中心责任区進入北印度洋区域专职气象中心责任区。下午2時，聯合颱風警報中心對其在24小時內形成為熱帶氣旋的機會給予「LOW」的評級，其後取消評級。
4月17日，91W從安達曼海「跨回」泰國灣，再次进入西北太平洋区域专职气象中心责任区。下午6时，聯合颱風警報中心對其在24小時內形成為熱帶氣旋的機會給予「Medium」的評級。
4月18日下午2時，聯合颱風警報中心取消評級。
2013年6月12日，一個熱帶擾動在南海中部海面上生成。美國海軍研究實驗室給予擾動編號99W。上午2時，日本氣象廳將其升格為低壓區。上午6時，聯合颱風警報中心對其在24小時內形成為熱帶氣旋的機會給予「LOW」的評級。
6月14日上午4時，聯合颱風警報中心將發展機率升級為「MEDIUM」。下午5時，中央氣象台將其升格為熱帶低氣壓，近中心風力16米/秒，氣壓994百帕；部份廣東省市即時發出 颱風藍色預警信號。
6月15日中央氣象台指下午4時50分在海南省文昌市東北部沿海登陸。下午8時，中央氣象台停止編號。
2013年7月17日，一個熱帶擾動在南海中部海面上生成。美國海軍研究實驗室給予擾動編號94W。下午8時，日本氣象廳將其升格為低壓區。
7月18日上午8時，日本氣象廳將其升格為熱帶低氣壓，並發布海上烈風警報。下午2時，聯合颱風警報中心對其在24小時內形成為熱帶氣旋的機會給予「LOW」的評級。下午11時，聯合颱風警報中心將發展機率升級為「MEDIUM」。
7月19日下午2時，日本氣象廳取消海上烈風警報。下午5时，中央气象台停止编号。
7月20日上午3時30分，聯合颱風警報中心將發展機率降級為「LOW」。上午8時，中央氣象局將其降格為低壓區。下午2時，聯合颱風警報中心取消評級。其後於海面上減弱並消散。
2013年8月9日，一個熱帶擾動在菲律賓西部海面上生成。美國海軍研究實驗室給予擾動編號97W。
8月10日上午2時，日本氣象廳將其升格為低壓區。上午5時30分，聯合颱風警報中心對其在24小時內形成為熱帶氣旋的機會給予「LOW」的評級。上午8時，日本氣象廳將其升格為熱帶低氣壓。
8月12日下午2時，聯合颱風警報中心取消評級。同日，97W逐漸併入颱風尤特之中。

### 熱帶低氣壓13W
2013年8月14日上午8時，一個低壓區在關島西北部海面上生成。同日晚上，美國海軍研究實驗室給予擾動編號99W。
8月16日上午8時，日本氣象廳將其升格為熱帶低氣壓，並發出一般警告。上午10時，聯合颱風警報中心對其在24小時內形成為熱帶氣旋的機會給予「LOW」的評級。下午9時30分，聯合颱風警報中心將發展機率升級為「MEDIUM」。
8月17日上午3時25分，日本氣象廳對其發出海上烈風警報。上午4時30分，聯合颱風警報中心對其發佈熱帶氣旋形成警報。上午11時，聯合颱風警報中心將其升格為熱帶低氣壓，並給予編號13W。
8月18日上午5時，聯合颱風警報中心發出最後的警報。上午9時40分，中心氣壓升至998百帕斯卡（29.5英寸汞柱），日本氣象廳取消海上烈風警報。
8月19日凌晨，13W登陸中國浙江省台州市三門縣健跳鎮沿海，中心氣壓升至1,002百帕斯卡（29.6英寸汞柱），當天上午就在陸地快速消散。另外，中央氣象台不承認此熱帶低氣壓曾經登陸。

### 熱帶低氣壓03C
2013年8月21日上午1時30分，位於中太平洋的03C越過國際日期變更線進入西北太平洋範圍，因此改由日本氣象廳（JMA）發報。上午2時，日本氣象廳將其評定為熱帶低氣壓。同時，聯合颱風警報中心將其評定為熱帶低氣壓。上午8時，日本氣象廳將其降格為低壓區。同時，聯合颱風警報中心發出最後的警報。

### 熱帶低氣壓
2013年8月26日，一個低壓區在南海中部海面上生成。同日，美國海軍研究實驗室給予擾動編號92W。
8月27日上午8時，日本氣象廳將其升格為熱帶低氣壓。下午2時，聯合颱風警報中心對其在24小時內形成為熱帶氣旋的機會給予「LOW」的評級。
8月28日上午7時30分，聯合颱風警報中心將發展機率升級為「MEDIUM」。下午11時，聯合颱風警報中心將發展機率降級為「LOW」。
8月29日下午2時，聯合颱風警報中心取消評級。下午8時，日本氣象廳認為92W逐漸消散。

### 熱帶性低氣壓
2013年8月27日，一個低壓區在關島西北部海面上生成。同日，美國海軍研究實驗室給予擾動編號93W。
8月28日上午7時30分，聯合颱風警報中心對其在24小時內形成為熱帶氣旋的機會給予「LOW」的評級。上午8時，日本氣象廳將其升格為熱帶低氣壓。
8月29日下午10時，聯合颱風警報中心將發展機率升級為「MEDIUM」。
8月30日下午2時，聯合颱風警報中心將發展機率降級為「LOW」。
8月31日上午8時，日本氣象廳認為93W逐漸消散。下午8時30分，聯合颱風警報中心取消評級。

### 熱帶低氣壓
2013年9月6日，一個低壓區在南海中部海面上生成。同日，美國海軍研究實驗室給予擾動編號91W。上午9時20分，日本氣象廳將其升格為熱帶低氣壓，並發出海上烈風警報。下午2時，聯合颱風警報中心對其在24小時內形成為熱帶氣旋的機會給予「LOW」的評級。下午9時10分，日本氣象廳取消海上烈風警報。
9月7日上午2時，日本氣象廳將其降格為低壓區。下午2時，聯合颱風警報中心取消評級。
2013年9月7日，一個低壓區在威克島東南部海面上生成。上午2時，日本氣象廳將其升格為熱帶低氣壓。
9月8日上午8時，日本氣象廳認為此熱帶低氣壓逐漸消散。

### 熱帶低氣壓18W
2013年9月16日，一個低壓區在南海中部海面上生成。上午8時，日本氣象廳將其升格為熱帶低氣壓。同日早上，美國海軍研究實驗室給予擾動編號90W。下午2時，聯合颱風警報中心對其在24小時內形成為熱帶氣旋的機會給予「MEDIUM」的評級。下午3時20分，日本氣象廳對其發出海上烈風警報。
9月17日上午10時30分，越南的中央水文氣象預報中心將其升格為熱帶風暴。
9月18日上午4時30分，聯合颱風警報中心對其發佈熱帶氣旋形成警報。下午3時25分，日本氣象廳取消海上烈風警報改發海上強風警報。下午5時，聯合颱風警報中心將其升格為熱帶低氣壓，並給予編號18W。
9月19日上午0時30分，中央水文氣象預報中心將其降格為熱帶低氣壓。上午5時，聯合颱風警報中心發出最後警報。
9月21日下午2時，日本氣象廳認為18W逐漸消散。

### 熱帶低氣壓
2013年9月23日，一個低壓區在威克島北部海面上生成。上午8時，日本氣象廳將其升格為熱帶低氣壓。下午2時，日本氣象廳認為此熱帶低氣壓逐漸消散。 
2013年10月1日早上，一個熱帶擾動在威克島東部海面上生成。上午8時，日本氣象廳將其升格為低壓區。
10月3日上午2時，日本氣象廳將其升格為熱帶低氣壓。同日早上，美國海軍研究實驗室給予擾動編號99W。
10月4日下午2时，日本气象厅指99W已轉化為溫帶氣旋。当晚，99W北侧出现烈风。
10月6日下午2時，聯合颱風警報中心對其在24小時內形成為熱帶氣旋的機會給予「LOW」的評級。
10月8日上午1時，聯合颱風警報中心取消「LOW」的評級。

### 熱帶低氣壓27W
2013年10月17日，一個低壓區在關島東北部海面上生成。同日早上，美國海軍研究實驗室給予擾動編號94W。上午8時，日本氣象廳將其升格為熱帶低氣壓。
10月19日上午5時，聯合颱風警報中心對其在24小時內形成為熱帶氣旋的機會給予「MEDIUM」的評級。下午2时，日本气象厅对其发布海上烈风警报。下午5時，聯合颱風警報中心將其升格為熱帶低氣壓，並給予編號27W。
10月20日下午5時，聯合颱風警報中心發出最後警報。
10月23日上午2時，日本氣象廳取消海上烈風警報。上午8時，日本氣象廳指27W已轉化為溫帶氣旋。

### 熱帶低氣壓30W
PAGASA: Wilma
2013年10月31日上午2時，一個低壓區在關島東南部海面上生成。同日晚上，美國海軍研究實驗室給予擾動編號98W。
11月1日下午6時，聯合颱風警報中心對其在24小時內形成為熱帶氣旋的機會給予「LOW」的評級。
11月2日上午2時，日本氣象廳將其升格為熱帶低氣壓。上午8時，日本氣象廳將其降格為低壓區。
11月3日上午8時，日本氣象廳再度將其升格為熱帶低氣壓。上午10時30分，聯合颱風警報中心將發展機率升級為「MEDIUM」。下午1時30分，聯合颱風警報中心對其發佈熱帶氣旋形成警報。下午5時，聯合颱風警報中心將其升格為熱帶低氣壓，並給予編號30W。
11月4日上午6時45分，菲律賓大氣地球物理和天文管理局將已進入責任範圍的低壓區升格為熱帶低氣壓，並發佈第一報熱帶氣旋資訊，命名為Wilma，發出一號風暴信號。下午3時30分，日本氣象廳對其發出海上烈風警報。下午5時，菲律賓氣象部門將其降格為低壓區，發佈最後一報熱帶氣旋資訊，並解除一號風暴信號。
11月5日下午11時，聯合颱風警報中心將其升格為熱帶風暴。
11月6日上午5時，聯合颱風警報中心將其降格為熱帶低氣壓。下午5時，聯合颱風警報中心發出最後警報。大約下午7時，登陸了越南寧順省南部。下午9時15分，日本氣象廳取消海上烈風警報，改發海上強風警報。
11月7日上午2時，日本氣象廳取消海上強風警報。
11月8日下午7時左右，30W登陸泰國南部邊境並於緬甸南部邊境出海後，離開西北太平洋區域專職氣象中心責任區，進入北印度洋區域專職氣象中心責任區。

### 熱帶低氣壓 萊哈爾
2013年11月18日上午8時，一個熱帶低氣壓在南海南部海面上生成。同日早上，美國海軍研究實驗室給予擾動編號91W。
11月19日上午2時，日本氣象廳取消熱帶低氣壓。下午8時，日本氣象廳再度將其升格為熱帶低氣壓。
11月20日早上，美國海軍研究實驗室重新給予擾動編號92W。
11月21日下午9時30分，聯合颱風警報中心對其在24小時內形成為熱帶氣旋的機會給予「MEDIUM」的評級。
11月22日，此熱帶低氣壓離開西北太平洋區域專職氣象中心責任區，進入北印度洋區域專職氣象中心責任區。

### 熱帶低氣壓33W
2013年12月2日，一個低壓區在關島西部海面上生成。同日晚上，美國海軍研究實驗室給予擾動編號94W。
12月3日上午8時，聯合颱風警報中心對其在24小時內形成為熱帶氣旋的機會給予「MEDIUM」的評級。同時，日本氣象廳將其升格為熱帶低氣壓。下午11時，聯合颱風警報中心將其升格為熱帶低氣壓，並給予編號33W。
12月4日上午8時，日本氣象廳認為33W已逐漸消散。上午11時，聯合颱風警報中心發出最後警報。

## 熱帶氣旋時間表
本年度的太平洋颱風季有三十一個被命名的熱帶氣旋。

## 熱帶氣旋名單
西北太平洋的熱帶氣旋是由日本氣象廳東京颱風中心命名。當該熱帶氣旋被日本氣象廳升格了為熱帶風暴後，就會使用下列名單中的名字。名字是根據以下名單而定，不按年度劃分。風暴名字是由世界氣象組織颱風小組的成員提供，14個成員國和地區各自提交10個名稱，並以該國英文名稱按字母順序排列。在2013年使用的名字清單中，新名字「天鴿」取代了「天鷹」。2012年使用過的與本年未用名稱以灰色表示，黑體字表示今年已經使用過。2013年的風暴名稱可能會與2000至2001年及2006至2007年的部分風暴名稱相同。
另外，中央氣象局自2013年7月19日起更改38個颱風譯名。
| 提供國家／地區 | 名稱        | 名稱        | 名稱   | 名稱   | 名稱   |
| -------------- | ----------- | ----------- | ------ | ------ | ------ |
| 柬埔寨         | 達維        | 康妮 1315   | 娜基莉 | 科羅旺 | 莎莉嘉 |
| 中國           | 海葵        | 玉兔 1316   | 風神   | 杜鵑   | 海馬   |
| 朝鮮           | 鴻雁        | 桃芝 1317   | 海鷗   | 彩虹   | 米雷   |
| 香港           | 啟德        | 萬宜 1318   | 鳳凰   | 彩雲   | 馬鞍   |
| 日本           | 天秤        | 天兔 1319   | 北冕   | 巨爵   | 蠍虎   |
| 老撾           | 布拉萬      | 帕布 1320   | 巴蓬   | 薔琵   | 洛坦   |
| 澳門           | 三巴        | 蝴蝶 1321   | 黃蜂   | 煙花   | 梅花   |
| 馬來西亞       | 杰拉華        | 聖帕 1322   | 鸚鵡   | 茉莉   | 苗柏   |
| 密克罗尼西亚   | 艾雲尼      | 菲特 1323   | 森拉克 | 尼伯特 | 南瑪都 |
| 菲律賓         | 馬力斯      | 丹娜絲 1324 | 黑格比 | 盧碧   | 塔拉斯 |
| 韓國           | 格美        | 百合 1325   | 薔薇   | 銀河   | 奧鹿   |
| 泰國           | 派比安      | 韋帕 1326   | 米克拉 | 妮妲   | 玫瑰   |
| 美國           | 瑪莉亞      | 范斯高 1327 | 海高斯 | 奧麥斯 | 洛克   |
| 越南           | 山神        | 利奇馬 1328 | 巴威   | 康森   | 桑卡   |
| 柬埔寨         | 安比        | 羅莎 1329   | 美莎克 | 燦都   | 納沙   |
| 中國           | 悟空        | 海燕 1330   | 海神   | 電母   | 海棠   |
| 朝鮮           | 清松 1301   | 楊柳 1331   | 紅霞   | 蒲公英 | 尼格   |
| 香港           | 珊珊 1302   | 玲玲        | 白海豚 | 狮子山 | 榕樹   |
| 日本           | 摩羯 1303   | 劍魚        | 鯨魚   | 圓規   | 天鴿   |
| 老撾           | 麗琵 1304   | 法茜        | 燦鴻   | 南川   | 帕卡   |
| 澳門           | 貝碧嘉 1305 | 琵琶        | 蓮花   | 瑪瑙   | 珊瑚   |
| 馬來西亞       | 溫比亞 1306 | 塔巴        | 浪卡   | 莫蘭蒂 | 瑪娃   |
| 密克罗尼西亚   | 蘇力 1307   | 米娜        | 蘇迪羅 | 雷伊   | 谷超   |
| 菲律賓         | 西馬侖 1308 | 海貝思      | 莫拉菲 | 馬勒卡 | 泰利   |
| 韓國           | 飛燕 1309   | 浣熊        | 天鵝   | 鮎魚   | 杜蘇芮 |
| 泰國           | 山竹 1310   | 威馬遜      | 艾莎尼 | 暹芭   | 卡努   |
| 美國           | 尤特 1311   | 麥德姆      | 艾濤   | 艾利   | 韋森特 |
| 越南           | 潭美 1312   | 夏浪        | 環高   | 桑達   | 蘇拉   |

註：
- 本風季第13個被命名的熱帶氣旋（佩娃 1313）是由中北太平洋進入西北太平洋的熱帶氣旋。進入本洋面後仍繼續沿用中北太平洋的名稱（Pewa）。
- 本風季第14個被命名的熱帶氣旋（烏娜拉 1314）是由中北太平洋進入西北太平洋的熱帶氣旋。進入本洋面後仍繼續沿用中北太平洋的名稱（Unala）。

### 菲律賓熱帶氣旋命名法

當熱帶氣旋在藍色框內，便會將其命名。

菲律宾大气地球物理和天文管理局（英語：PAGASA）使用自己一套命名法，作於該國風暴責任範圍內的熱帶氣旋命名之用。與日本氣象廳不同，只要該熱帶氣旋會很間接地吹襲菲律賓或會影響周邊國家的話（不論強度高低），就會使用以下之熱帶氣旋名字。名單每四年循環再用，因此本年名單與2009年太平洋颱風季的名單相同。本年未用名稱以灰色字表示，黑體字表示今年已經使用過。
| - Auring 1301 - Bising - Crising 1302 - Dante 1303 - Emong 1304 - Fabian 1305 - Gorio 1306 | - Huaning 1307 - Isang 1308 - Jolina 1309 - Kiko 1310 - Labuyo 1311 - Maring 1312 - Nando 1315 | - Odette 1319 - Paolo 1321 - Quedan 1323 - Ramil 1324 - Santi 1325 - Tino 1326 - Urduja 1327 | - Vinta 1329 - Wilma - Yolanda 1330 - Zoraida 1331 - Alamid（未用） - Bruno（未用） - Conching（未用） | - Dolor（未用） - Ernie（未用） - Florante（未用） - Gerardo（未用） - Hernan（未用） - Isko（未用） - Jerome（未用） |

## 颱風季影響
此列表列出了所有在2013年西太平洋曾經活躍的颱風。包括該颱風的強度，持續時間，名稱，登陸地點，死亡和破壞。所有破壞都以美元作為單位。括號內的氣旋名稱為菲律賓大氣地球物理和天文管理局所使用之當地命名；未命名之熱帶性低氣壓，則採用由聯合颱風警報中心提供之風暴編號。
ACE的計算公式：{\displaystyle \sum _{}^{}{\frac {{v_{\mathrm {max} }}^{2}}{10^{4}}}}，每6小時取一次數據，單位為{\displaystyle 10^{4}kt^{2}}。
| 风暴名称              | 持续日期                            | 风暴最高强度 | 最大持续风速 | 最低气压 （百帕） | ACE     | 登陆                               | 登陆                 | 登陆     | 损失 （百万美元） | 死亡人数 |
| 风暴名称              | 持续日期                            | 风暴最高强度 | 最大持续风速 | 最低气压 （百帕） | ACE     | 地点                               | 时间                 | 风速     | 损失 （百万美元） | 死亡人数 |
| --------------------- | ----------------------------------- | ------------ | ------------ | ----------------- | ------- | ---------------------------------- | -------------------- | -------- | ----------------- | -------- |
| 清松 (Auring)         | 1月1日—1月10日                      | 強烈熱帶風暴 | 95 km/h      | 990               | 2.0525  | 菲律賓南蘇里高省靈伊格沿海         | 1月2日下午5時        | 55 km/h  | 很少              | 1        |
| 清松 (Auring)         | 1月1日—1月10日                      | 強烈熱帶風暴 | 95 km/h      | 990               | 2.0525  | 菲律賓巴拉望省巴塔拉薩沿海         | 1月3日下午7時        | 65 km/h  | 很少              | 1        |
| 熱帶低氣壓 (Bising)   | 1月6日—1月13日                      | 热带低氣压   | 55 km/h      | 1002              | 0       | 没有登陆                           | 没有登陆             | 没有登陆 | 0.034             | 0        |
| 珊珊 (Crising)        | 2月18日—2月24日                     | 热带风暴     | 65 km/h      | 1002              | 1.3475  | 菲律賓三寶顏錫布格省三寶顏北部沿海 | 2月20日上午2時       | 55 km/h  | 0.255             | 4        |
| 熱帶低氣壓            | 3月20日—3月22日                     | 热带低氣压   | N/A          | 1006              | 0       | 菲律賓東達沃省卡特埃爾沿海         | 3月21日              | N/A      | 0                 | 0        |
| 熱帶低氣壓            | 3月20日—3月22日                     | 热带低氣压   | N/A          | 1006              | 0       | 菲律賓蘇祿省哈吉邦里瑪塔希利沿海   | 3月22日              | N/A      | 0                 | 0        |
| 熱帶低氣壓            | 3月20日—3月22日                     | 热带低氣压   | N/A          | 1006              | 0       | 馬來西亞沙巴山打根省基納巴唐岸沿海 | 3月22日              | N/A      | 0                 | 0        |
| 熱帶低氣壓            | 4月12日—4月12日                     | 热带低氣压   | N/A          | 1008              | 0       | 泰國中部地區一帶                   | 4月12日              | N/A      | 0                 | 0        |
| 熱帶低氣壓            | 4月12日—4月12日                     | 热带低氣压   | N/A          | 1008              | 0       | 泰國中部地區一帶                   | 4月12日              | N/A      | 0                 | 0        |
| 摩羯 (Dante)          | 6月7日—6月13日                      | 热带风暴     | 85 km/h      | 990               | 3.71    | 没有登陆                           | 没有登陆             | 没有登陆 | 0                 | 0        |
| 熱帶低氣壓            | 6月14日—6月15日                     | 热带低氣压   | 55 km/h      | 994               | 0       | 中國海南省文昌市東北部             | 6月15日下午4時50分   | 55 km/h  | 0                 | 0        |
| 麗琵 (Emong)          | 6月16日—6月21日                     | 热带风暴     | 75 km/h      | 994               | 1.76    | 没有登陆                           | 没有登陆             | 没有登陆 | 0                 | 0        |
| 貝碧嘉 (Fabian)       | 6月20日—6月24日                     | 热带风暴     | 75 km/h      | 990               | 1.385   | 中國海南省瓊海市潭門鎮沿海         | 6月22日上午11時10分  | 75 km/h  | 17.3              | 1        |
| 貝碧嘉 (Fabian)       | 6月20日—6月24日                     | 热带风暴     | 75 km/h      | 990               | 1.385   | 越南太平省錢海縣東部沿海           | 6月23日下午10時30分  | 65 km/h  | 17.3              | 1        |
| 溫比亞 (Gorio)        | 6月27日—7月3日                      | 強烈熱帶風暴 | 95 km/h      | 985               | 3.87    | 菲律賓東薩馬省埃爾納尼東部沿海     | 6月29日上午8時50分   | 65 km/h  | 179               | 7        |
| 溫比亞 (Gorio)        | 6月27日—7月3日                      | 強烈熱帶風暴 | 95 km/h      | 985               | 3.87    | 菲律賓索索貢省巴塞隆拿沿海         | 6月29日下午1時       | 65 km/h  | 179               | 7        |
| 溫比亞 (Gorio)        | 6月27日—7月3日                      | 強烈熱帶風暴 | 95 km/h      | 985               | 3.87    | 菲律賓索索貢省索索貢沿海           | 6月29日下午3時       | 65 km/h  | 179               | 7        |
| 溫比亞 (Gorio)        | 6月27日—7月3日                      | 強烈熱帶風暴 | 95 km/h      | 985               | 3.87    | 菲律賓阿爾拜省黎牙實比市沿海       | 6月29日下午7時       | 65 km/h  | 179               | 7        |
| 溫比亞 (Gorio)        | 6月27日—7月3日                      | 強烈熱帶風暴 | 95 km/h      | 985               | 3.87    | 菲律賓奎松省布埃納維斯塔沿海       | 6月29日下午9時       | 65 km/h  | 179               | 7        |
| 溫比亞 (Gorio)        | 6月27日—7月3日                      | 強烈熱帶風暴 | 95 km/h      | 985               | 3.87    | 菲律賓奎松省薩里阿亞沿海           | 6月30日上午1時       | 65 km/h  | 179               | 7        |
| 溫比亞 (Gorio)        | 6月27日—7月3日                      | 強烈熱帶風暴 | 95 km/h      | 985               | 3.87    | 中國廣東省湛江市麻章區東簡鎮沿海   | 7月2日上午5時30分    | 95 km/h  | 179               | 7        |
| 蘇力 (Huaning)        | 7月7日—7月14日                      | 颱風         | 185 km/h     | 925               | 19.84   | 台灣宜蘭縣頭城鎮沿海               | 7月13日上午3時       | 140 km/h | 557               | 11       |
| 蘇力 (Huaning)        | 7月7日—7月14日                      | 颱風         | 185 km/h     | 925               | 19.84   | 中國福建省福州市連江縣黄岐鎮沿海   | 7月13日下午4時       | 100 km/h | 557               | 11       |
| 西馬侖 (Isang)        | 7月15日—7月19日                     | 热带风暴     | 75 km/h      | 1000              | 1.515   | 菲律賓卡加延省聖安娜沿海           | 7月17日凌晨          | 55 km/h  | 325               | 6        |
| 西馬侖 (Isang)        | 7月15日—7月19日                     | 热带风暴     | 75 km/h      | 1000              | 1.515   | 菲律賓卡加延省卡拉延群島           | 7月17日上午10時      | 65 km/h  | 325               | 6        |
| 西馬侖 (Isang)        | 7月15日—7月19日                     | 热带风暴     | 75 km/h      | 1000              | 1.515   | 中國福建省漳州市漳浦縣前亭鎮沿海   | 7月18日下午8時30分   | 55 km/h  | 325               | 6        |
| 熱帶低氣壓            | 7月18日—7月20日                     | 热带低氣压   | 55 km/h      | 1000              | 0       | 没有登陆                           | 没有登陆             | 没有登陆 | 0                 | 0        |
| 飛燕 (Jolina)         | 7月26日—8月3日                      | 強烈熱帶風暴 | 95 km/h      | 985               | 3.48    | 中國海南省文昌市龍樓鎮沿海         | 8月2日下午7時30分    | 95 km/h  | 21                | 6        |
| 飛燕 (Jolina)         | 7月26日—8月3日                      | 強烈熱帶風暴 | 95 km/h      | 985               | 3.48    | 越南廣寧省雲屯縣東部沿海           | 8月3日上午10時       | 95 km/h  | 21                | 6        |
| 山竹 (Kiko)           | 8月3日—8月8日                       | 热带风暴     | 75 km/h      | 992               | 1.5875  | 越南清化省靜嘉縣南部沿海           | 8月7日下午10時       | 75 km/h  | 4.5               | 4        |
| 尤特 (Labuyo)         | 8月8日—8月19日                      | 颱風         | 195 km/h     | 925               | 18.96   | 菲律賓奧羅拉省卡西古蘭沿海         | 8月12日上午3時       | 175 km/h | 2600              | 97       |
| 尤特 (Labuyo)         | 8月8日—8月19日                      | 颱風         | 195 km/h     | 925               | 18.96   | 中國廣東省陽江市陽西縣溪頭鎮沿海   | 8月14日下午3時50分   | 120 km/h | 2600              | 97       |
| 熱帶低氣壓            | 8月10日—8月12日                     | 热带低氣压   | N/A          | 1002              | 0       | 没有登陆                           | 没有登陆             | 没有登陆 | 0                 | 0        |
| 潭美 (Maring)         | 8月16日—8月24日                     | 強烈熱帶風暴 | 110 km/h     | 965               | 6.3225  | 中國福建省福州市長樂市松下鎮沿海   | 8月22日上午2時40分   | 110 km/h | 563               | 29       |
| 熱帶低氣壓13W         | 8月16日—8月19日                     | 热带低氣压   | 55 km/h      | 996               | 0       | 日本鹿兒島縣大島郡和泊町附近       | 8月17日              | 55 km/h  | 0                 | 0        |
| 熱帶低氣壓13W         | 8月16日—8月19日                     | 热带低氣压   | 55 km/h      | 996               | 0       | 中國浙江省台州市三門縣健跳鎮沿海   | 8月19日              | 55 km/h  | 0                 | 0        |
| 佩娃                  | 8月18日（進入西北太平洋）—8月27日   | 強烈熱帶風暴 | 100 km/h     | 990               | 7.4075  | 没有登陆                           | 没有登陆             | 没有登陆 | 0                 | 0        |
| 烏娜拉                | 8月19日（進入西北太平洋）—8月20日   | 热带风暴     | 65 km/h      | 1000              | 2.22    | 没有登陆                           | 没有登陆             | 没有登陆 | 0                 | 0        |
| 熱帶低氣壓03C         | 8月21日（進入西北太平洋）—8月21日   | 热带低氣压   | N/A          | 1008              | 0.7975  | 没有登陆                           | 没有登陆             | 没有登陆 | 0                 | 0        |
| 康妮 (Nando)          | 8月25日—8月31日                     | 強烈熱帶風暴 | 100 km/h     | 980               | 3.9975  | 没有登陆                           | 没有登陆             | 没有登陆 | 25                | 6        |
| 熱帶低氣壓            | 8月27日—8月29日                     | 热带低氣压   | N/A          | 1002              | 0       | 没有登陆                           | 没有登陆             | 没有登陆 | 0                 | 0        |
| 熱帶低氣壓            | 8月28日—8月31日                     | 热带低氣压   | N/A          | 1008              | 0       | 没有登陆                           | 没有登陆             | 没有登陆 | 0                 | 0        |
| 玉兔                  | 8月30日—9月5日                      | 热带风暴     | 65 km/h      | 1002              | 0       | 没有登陆                           | 没有登陆             | 没有登陆 | 0                 | 0        |
| 桃芝                  | 8月31日—9月4日                      | 強烈熱帶風暴 | 95 km/h      | 985               | 2.1475  | 日本鹿兒島縣指宿市附近             | 9月4日上午2時        | 95 km/h  | 0                 | 3        |
| 熱帶低氣壓            | 9月6日—9月7日                       | 热带低氣压   | 55 km/h      | 1008              | 0       | 没有登陆                           | 没有登陆             | 没有登陆 | 0                 | 0        |
| 熱帶低氣壓            | 9月7日—9月8日                       | 热带低氣压   | N/A          | 1012              | 0       | 没有登陆                           | 没有登陆             | 没有登陆 | 0                 | 0        |
| 萬宜                  | 9月10日—9月16日                     | 颱風         | 120 km/h     | 960               | 3.5575  | 日本愛知縣豐橋市附近               | 9月16日上午7時       | 110 km/h | 未知              | 6        |
| 天兔 (Odette)         | 9月16日—9月24日                     | 颱風         | 205 km/h     | 910               | 24.6575 | 中國廣東省汕尾市海豐縣大湖鎮沿海   | 9月22日下午7時40分   | 155 km/h | 4330              | 35       |
| 熱帶低氣壓18W         | 9月16日—9月21日                     | 热带低氣压   | 55 km/h      | 996               | 0.545   | 越南承天順化省富祿縣沿海           | 9月19日上午2時       | 55 km/h  | 61                | 13       |
| 帕布                  | 9月19日—9月27日                     | 強烈熱帶風暴 | 110 km/h     | 965               | 10.3075 | 没有登陆                           | 没有登陆             | 没有登陆 | 0                 | 0        |
| 熱帶低氣壓            | 9月23日—9月23日                     | 热带低氣压   | N/A          | 1012              | 0       | 没有登陆                           | 没有登陆             | 没有登陆 | 0                 | 0        |
| 蝴蝶 (Paolo)          | 9月25日—10月1日                     | 颱風         | 120 km/h     | 965               | 8.0625  | 越南廣平省布澤縣沿海               | 9月30日下午5時45分   | 120 km/h | 523               | 65       |
| 聖帕                  | 9月29日—10月3日                     | 热带风暴     | 75 km/h      | 992               | 1.57    | 没有登陆                           | 没有登陆             | 没有登陆 | 0                 | 0        |
| 菲特 (Quedan)         | 9月29日—10月7日                     | 颱風         | 140 km/h     | 960               | 12.7925 | 中國福建省寧德市福鼎市沙埕鎮沿海   | 10月7日上午1時30分   | 120 km/h | 10400             | 11       |
| 丹娜絲 (Ramil)        | 10月1日—10月9日                     | 颱風         | 165 km/h     | 935               | 13.3225 | 日本長崎縣對馬島                   | 10月8日20時          | 110 km/h | 0                 | 0        |
| 熱帶低氣壓            | 10月3日—10月4日                     | 热带低氣压   | N/A          | 1006              | 0       | 没有登陆                           | 没有登陆             | 没有登陆 | 0                 | 0        |
| 费林                  | 10月5日—10月7日（離開西北太平洋）   | 热带低氣压   | 45 km/h      | 1004              | 19.8025 | 泰國班武里府塌沙家縣沿海           | 10月6日              | 45 km/h  | 0                 | 0        |
| 百合 (Santi)          | 10月8日—10月16日                    | 颱風         | 140 km/h     | 965               | 16.2325 | 菲律賓奧羅拉省丁阿蘭沿海           | 10月11日下午10時37分 | 130 km/h | 135               | 87       |
| 百合 (Santi)          | 10月8日—10月16日                    | 颱風         | 140 km/h     | 965               | 16.2325 | 越南廣南省三岐市沿海               | 10月15日上午7時      | 120 km/h | 135               | 87       |
| 韋帕 (Tino)           | 10月8日—10月16日                    | 颱風         | 165 km/h     | 930               | 15.575  | 没有登陆                           | 没有登陆             | 没有登陆 | 100               | 41       |
| 范斯高 (Urduja)       | 10月15日—10月26日                   | 颱風         | 195 km/h     | 920               | 36.5325 | 没有登陆                           | 没有登陆             | 没有登陆 | 0.15              | 0        |
| 熱帶低氣壓27W         | 10月17日—10月23日                   | 热带低氣压   | 55 km/h      | 1002              | 0.1925  | 没有登陆                           | 没有登陆             | 没有登陆 | 0                 | 0        |
| 利奇馬                | 10月19日—10月26日                   | 颱風         | 215 km/h     | 905               | 25.375  | 没有登陆                           | 没有登陆             | 没有登陆 | 0                 | 0        |
| 羅莎 (Vinta)          | 10月27日—11月5日                    | 颱風         | 140 km/h     | 970               | 13.47   | 菲律賓卡加延省剛薩加沿海           | 10月31日下午4時45分  | 120 km/h | 6.4               | 9        |
| 熱帶低氣壓30W (Wilma) | 11月1日—11月8日（離開西北太平洋）   | 热带低氣压   | 55 km/h      | 1004              | 5.0875  | 菲律賓南蘇里高省丹達沿海           | 11月4日早上10時      | 55 km/h  | 很少              | 0        |
| 熱帶低氣壓30W (Wilma) | 11月1日—11月8日（離開西北太平洋）   | 热带低氣压   | 55 km/h      | 1004              | 5.0875  | 菲律賓宿霧省奧斯洛布沿海           | 11月4日下午6時       | 55 km/h  | 很少              | 0        |
| 熱帶低氣壓30W (Wilma) | 11月1日—11月8日（離開西北太平洋）   | 热带低氣压   | 55 km/h      | 1004              | 5.0875  | 菲律賓東內格羅省拜斯市沿海         | 11月4日下午8時       | 55 km/h  | 很少              | 0        |
| 熱帶低氣壓30W (Wilma) | 11月1日—11月8日（離開西北太平洋）   | 热带低氣压   | 55 km/h      | 1004              | 5.0875  | 菲律賓巴拉望省泰泰沿海             | 11月5日早上7時       | 55 km/h  | 很少              | 0        |
| 熱帶低氣壓30W (Wilma) | 11月1日—11月8日（離開西北太平洋）   | 热带低氣压   | 55 km/h      | 1004              | 5.0875  | 越南寧順省寧海縣沿海               | 11月7日下午7時       | 55 km/h  | 很少              | 0        |
| 熱帶低氣壓30W (Wilma) | 11月1日—11月8日（離開西北太平洋）   | 热带低氣压   | 55 km/h      | 1004              | 5.0875  | 泰國班武里府三百嶺縣沿海           | 11月8日下午7時       | 45 km/h  | 很少              | 0        |
| 海燕 (Yolanda)        | 11月3日—11月12日                    | 颱風         | 230 km/h     | 895               | 37.3725 | 菲律賓東薩馬省吉萬沿海             | 11月8日早上4時40分   | 230 km/h | 2860              | 6340     |
| 海燕 (Yolanda)        | 11月3日—11月12日                    | 颱風         | 230 km/h     | 895               | 37.3725 | 菲律賓萊特省杜拉格沿海             | 11月8日早上7時       | 230 km/h | 2860              | 6340     |
| 海燕 (Yolanda)        | 11月3日—11月12日                    | 颱風         | 230 km/h     | 895               | 37.3725 | 菲律賓宿霧省麥德林沿海             | 11月8日早上9時       | 205 km/h | 2860              | 6340     |
| 海燕 (Yolanda)        | 11月3日—11月12日                    | 颱風         | 230 km/h     | 895               | 37.3725 | 菲律賓宿霧省聖菲沿海               | 11月8日早上10時      | 205 km/h | 2860              | 6340     |
| 海燕 (Yolanda)        | 11月3日—11月12日                    | 颱風         | 230 km/h     | 895               | 37.3725 | 菲律賓伊洛伊洛省聖迪奧尼西奧沿海   | 11月8日早上11時      | 205 km/h | 2860              | 6340     |
| 海燕 (Yolanda)        | 11月3日—11月12日                    | 颱風         | 230 km/h     | 895               | 37.3725 | 菲律賓巴拉望省科倫沿海             | 11月8日下午8時       | 165 km/h | 2860              | 6340     |
| 海燕 (Yolanda)        | 11月3日—11月12日                    | 颱風         | 230 km/h     | 895               | 37.3725 | 越南廣寧省錦普市沿海               | 11月11日上午5時      | 110 km/h | 2860              | 6340     |
| 楊柳 (Zoraida)        | 11月9日—11月17日                    | 热带风暴     | 65 km/h      | 1000              | 1.0325  | 菲律賓東達沃省卡特埃爾沿海         | 11月12日早上8時      | 55 km/h  | 72                | 44       |
| 楊柳 (Zoraida)        | 11月9日—11月17日                    | 热带风暴     | 65 km/h      | 1000              | 1.0325  | 菲律賓東內格羅省聖荷西沿海         | 11月12日下午10時     | 55 km/h  | 72                | 44       |
| 楊柳 (Zoraida)        | 11月9日—11月17日                    | 热带风暴     | 65 km/h      | 1000              | 1.0325  | 菲律賓巴拉望省洛克薩斯沿海         | 11月13日早上11時     | 55 km/h  | 72                | 44       |
| 楊柳 (Zoraida)        | 11月9日—11月17日                    | 热带风暴     | 65 km/h      | 1000              | 1.0325  | 越南寧順省寧海縣沿海               | 11月15日上午7時      | 65 km/h  | 72                | 44       |
| 萊哈爾                | 11月18日—11月22日（離開西北太平洋） | 热带低氣压   | N/A          | 1004              | 7.3875  | 馬來西亞吉蘭丹巴佐沿海             | 11月22日             | N/A      | 0                 | 0        |
| 熱帶低氣壓33W         | 12月3日—12月4日                     | 热带低氣压   | N/A          | 1006              | 0.555   | 没有登陆                           | 没有登陆             | 没有登陆 | 0                 | 0        |
| 季节总结              |                                     |              |              |                   |         |                                    |                      |          |                   |          |
| 51個 熱帶氣旋         | 1月1日—12月4日                      |              | 230 km/h     | 895               | 336.54  | 61次登陆                           | 61次登陆             | 61次登陆 | 22970.639         | 6827     |

## 內部連結
- 2013年大西洋颶風季
- 2013年太平洋颶風季
- 2013年北印度洋氣旋季
- 2012－2013年西南印度洋熱帶氣旋季
- 2012－2013年澳洲地區熱帶氣旋季
- 2012－2013年南太平洋熱帶氣旋季
- 2013－2014年西南印度洋熱帶氣旋季
- 2013－2014年澳洲地區熱帶氣旋季
- 2013－2014年南太平洋熱帶氣旋季

## 外部連結
- 聯合颱風警報中心（页面存档备份，存于）
- 中央氣象台-颱風實時路徑顯示
- 中國中央氣象台
- 日本氣象廳熱帶氣旋資訊（页面存档备份，存于）
- 菲律賓大氣地理天文部門熱帶氣旋資訊
- 中央氣象局全球資訊網
- 香港天文台熱帶氣旋資訊（页面存档备份，存于）
- 澳門地球物理暨氣象局熱帶氣旋資訊（页面存档备份，存于）
- 熱帶氣旋衛星影像（页面存档备份，存于）
- 數位颱風—熱帶氣旋資料及圖片（页面存档备份，存于）
- ACE（页面存档备份，存于）